# Aloe petricola
Aloe petricola es una especie de planta suculenta de la familia de los aloes. Es endémica de  Sudáfrica.

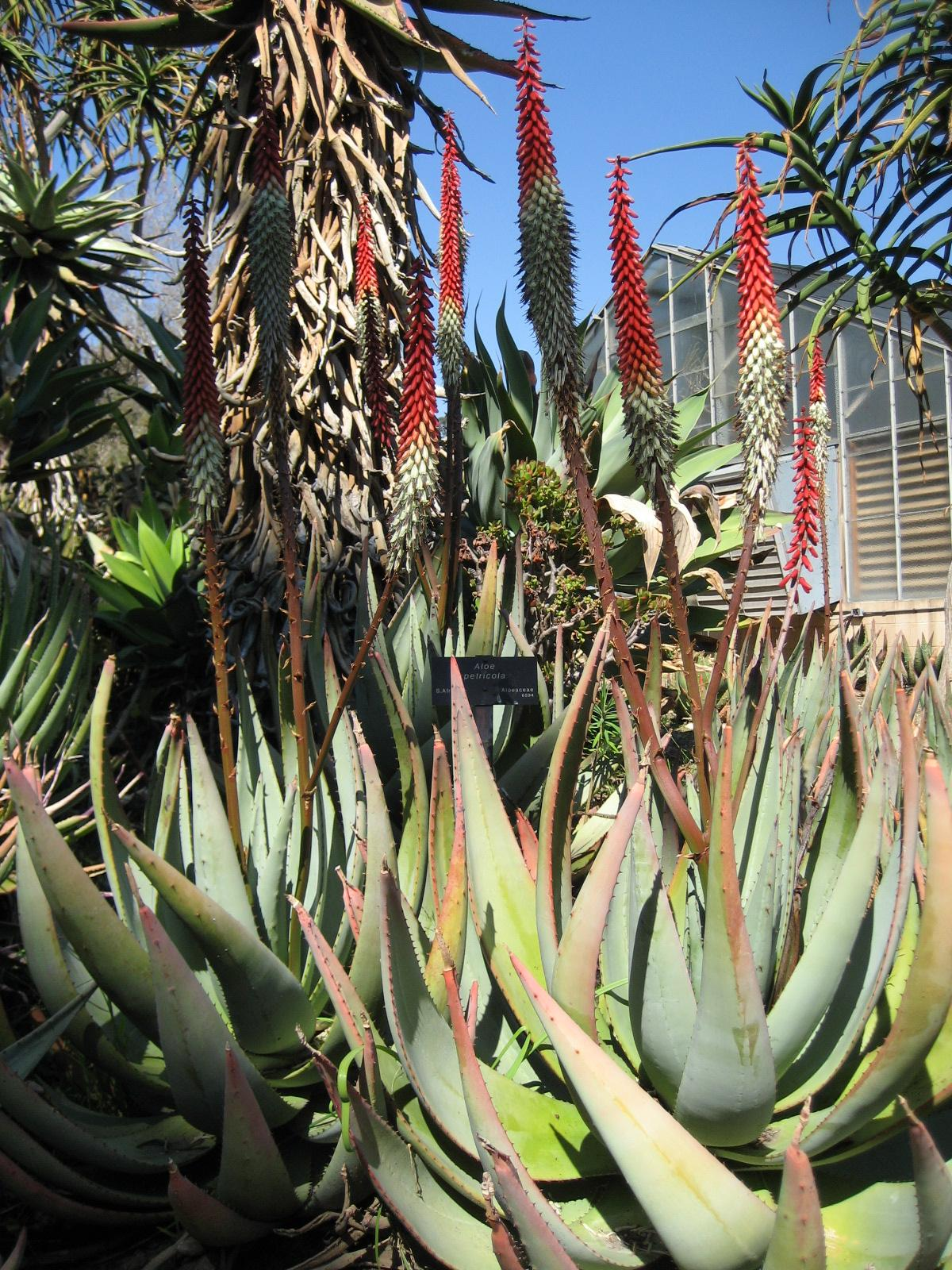
Vista de la planta

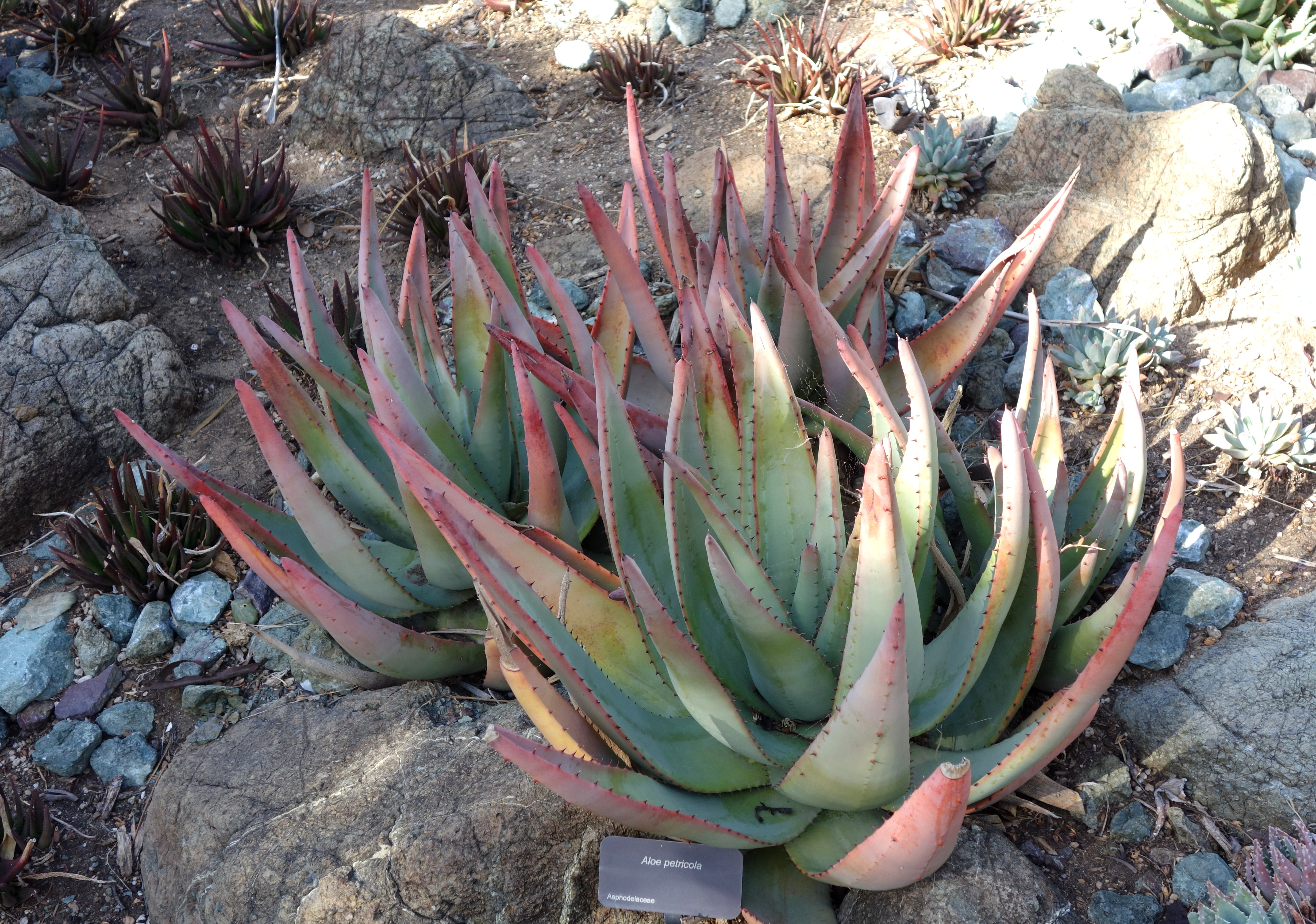
Vista de la planta

## Descripción
Es una planta suculenta sin tallo, que alcanza un tamaño de 0,5-1,0 m de altura, exceptuando la inflorescencia, es solitaria. Tiene 20-30 hojas de 400-600 x 55-100 mm, ligeramente canalizadas, glaucas de color verde oliva, la superficie superior a veces con unas pocas espinas dispersas, por lo general con menor superficie de espinas en la línea media, a veces también se dispersan. La inflorescencia de erecta a suberecta, cilíndrica, en forma de racimos muy densos; brácteas ovado-deltoides-agudas a acuminadas. Las flores de color rojo opaco de coral rojo en flor, naranja y marfil a la floración, de 17-30 mm de largo, un poco ventricosas.

## Distribución y hábitat
Aloe petricola siempre aparece en lugares rocosos en un área pequeña de colinas de granito  y en arenas en la Provincia de Limpopo y zonas de tierras bajas de Mpumalanga.
Existen diferencias entre esta especie y Aloe aculeata. A. petricola tiene una inflorescencia más corta que Aloe reitzii, y tiene más pequeñas las flores. Las hojas de A. petricola son más estrechas y largas que las de A. reitzii. Aloe gerstneri tiene las hojas más erectas, una inflorescencia más larga, los pedicelos largos y una época de floración diferente. En esta especie, el color de la flor varía considerablemente, no sólo de una planta a otra, sino dentro del mismo racimo, con la edad de las flores.

## Taxonomía
Aloe petricola fue descrita por Illtyd Buller Pole-Evans y publicado en  Transactions of the Royal Society of South Africa 5: 707, en el año 1917.
Etimología
Ver: Aloe
petricola: epíteto latino de petra = "roca"  y cola = "habita" que se refiere al hábitat de la especie.